# Komatiiet
| Komatiiet                        | Komatiiet | Komatiiet              | Komatiiet       | Komatiiet         |
| -------------------------------- | --------- | ---------------------- | --------------- | ----------------- |
| Komatiiet uit Canada.            |           |                        |                 |                   |
| Komatiiet uit Canada.            |           |                        |                 |                   |
| Indeling der stollingsgesteenten |           |                        |                 |                   |
|                                  | % SiO2    | uitvloeings- gesteente | gang- gesteente | diepte- gesteente |
| felsisch                         | >~70      | ryoliet                | granofier       | graniet           |
| felsisch                         | ~70-63    | daciet                 | granodioriet    | granodioriet      |
| intermediair                     | 63-52     | andesiet               | dioriet         | dioriet           |
| mafisch                          | 52-45     | basalt                 | doleriet        | gabbro            |
| ultramafisch                     | <45       | komatiiet              | peridotiet      | peridotiet        |

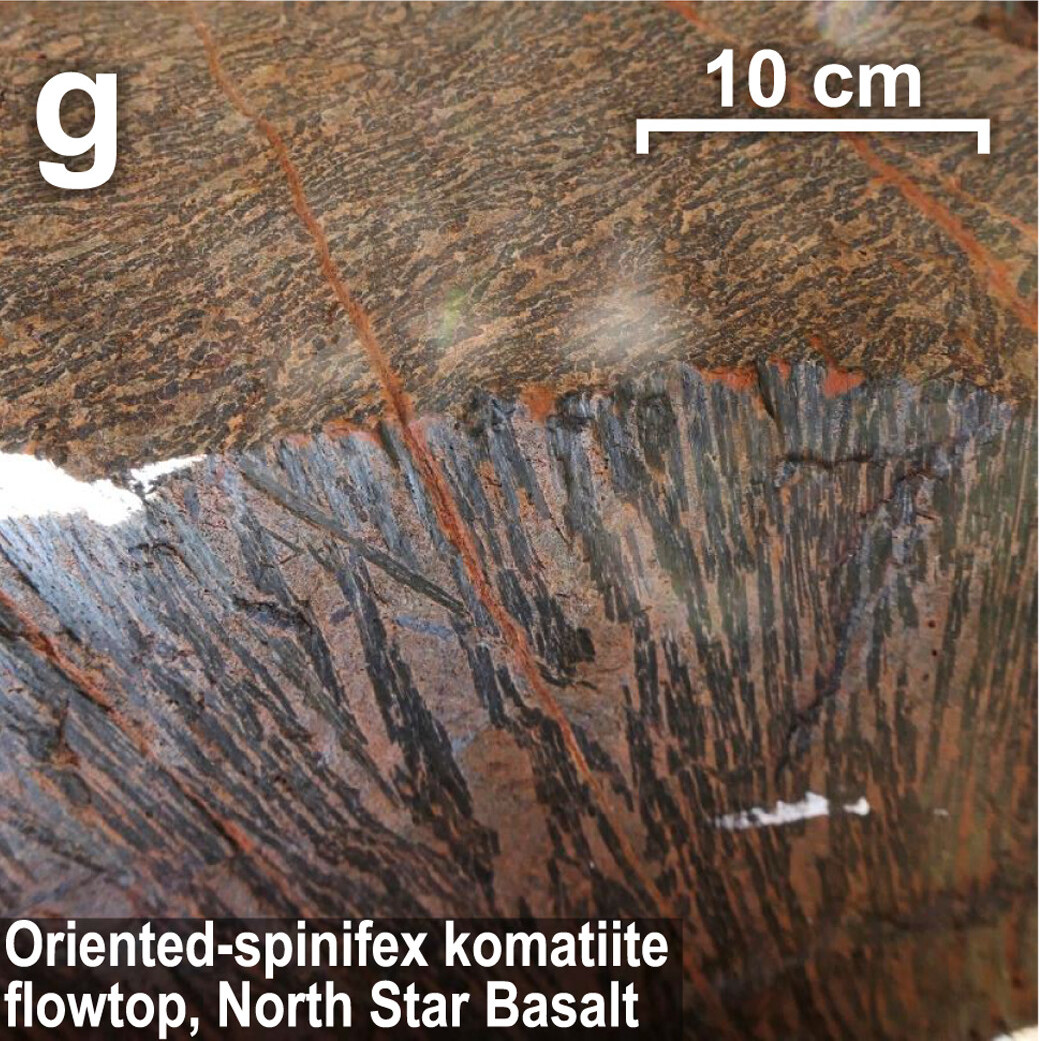
Komatiietlava met twee aansnedes, waardoor de spinifex-textuur in drie dimensies te zien is. North Star formation, Warrawoona Group, oostelijk deel van het Pilbarakraton in Australië, ongeveer 3480 miljoen jaar oud (Paleoarcheïsch).

Komatiiet is een uitvloeiingsgesteente ontstaan door de stolling van ultramafische lava. Volgens de IUGS zijn komatiieten alle gesteentes met minder dan 52 massaprocent silica, ten minste 18% MgO (magnesium-oxide), minder dan 1% kalium- en natriumoxide samen, en minder dan 1% titaniumoxide. Komatiieten bevatten veel tot zeer veel magnesium en weinig silica, kalium en aluminium. Veel komatiieten hebben zelfs tot 33% MgO. Typisch voor komatiiet is de textuur van olivijnkristallen, die naar de Australische grassoort Spinifex "spinifextextuur" genoemd wordt. De olivijnkristallen zijn gevormd in radiale patronen tijdens het stollingsproces. Dergelijk gesteente heeft een zeer hoog smeltpunt en lava met deze samenstelling komt op Aarde niet langer voor: de temperatuur van de mantel is er niet hoog genoeg voor. Komatiieten worden met name in zeer oude terreinen gevonden, uit het Archeïcum. Een suite van stollingsgesteentes waarin komatiiet voorkomt wordt een komatiietsuite genoemd. In sommige komatiieten worden NiS (nikkel-sulfide) ertsen gedolven.
Komatiieten zijn genoemd naar de plaats waar ze voor het eerst in detail beschreven werden, de rivier Komati in Zuid-Afrika.

## Voorkomen
Komatiieten zijn specifieke gesteenten van groensteengordels uit het Archeïcum. Ze zijn ontsloten in de oude schilden van Canada, West-Australië en Finland. Ook in formaties van Proterozoïsche ouderdom worden komatiieten gevonden, maar die hebben doorgaans lagere MgO gehaltes. Komatiieten zijn relatief zeldzamer in het jongere Proterozoïcum en komen in het Fanerozoïcum helemaal niet meer voor. Lava met deze ultramafische samenstelling heeft een zeer hoge smelttemperatuur en lage viscositeit (het kan zeer snel stromen). Waarschijnlijk waren komatiietlava's vergelijkbaar met de in latere tijden gebruikelijkere vloedbasalten. Vermoed wordt dat de geotherm tijdens het Phanerozoïcum veranderd is ten opzichte van het Archeïcum door de geleidelijke afkoeling van de Aarde.
Komatiietsuites zijn net als andere suites of series van stollingsgesteentes (tholeiitisch, alkalien, enzovoorts) in hetzelfde gebied voorkomende gesteentes die verwant zijn aan elkaar. Dat wil zeggen dat ze een gezamenlijke oorsprong hebben, bijvoorbeeld een afkomst uit hetzelfde magmareservoir. Cumulaatgesteente in een komatiietsuite varieert qua samenstelling tussen peridotiet (44% SiO2, tot 40% MgO) en gabbro met ongeveer 12% MgO. Andere gesteentes in de suite (waaronder de lava's) variëren van peridotiet tot basalt met 8% MgO en 52% SiO2, of van peridotiet tot andesiet met 12% MgO en 56% SiO2.